# Стрибки у воду на Європейських іграх 2023 — змішаний синхронний трамплін, 3 метри
Змагання зі змішаних синхронних стрибків у воду з трампіліна на Європейських іграх 2023 відбулись 23 червня.

## Результати[1]
| Місце | Країна          | Спортсмени                                    | Бали  | Бали  | Бали  | Бали  | Бали  | Бали    |
| Місце | Країна          | Спортсмени                                    | T1    | T2    | T3    | T4    | T5    | Загалом |
| ----- | --------------- | --------------------------------------------- | ----- | ----- | ----- | ----- | ----- | ------- |
| 1     | Італія          | К'яра Пеллакані Маттео Санторо                | 46.80 | 42.60 | 67.50 | 67.89 | 66.60 | 291.39  |
| 2     | Велика Британія | Грейс Рід Джеймс Гітлі                        | 48.00 | 45.00 | 64.80 | 58.59 | 67.50 | 283.89  |
| 3     | Швеція          | Емілія Нільссон Еліас Петерсен                | 46.80 | 46.80 | 57.60 | 65.70 | 65.70 | 282.60  |
| 4     | Німеччина       | Александер Лубе Яна Ротер                     | 45.60 | 41.40 | 61.20 | 65.70 | 65.10 | 279.00  |
| 5     | Іспанія         | Карлос Камачо Дель Гойо Росіо Велазкес Ролдан | 45.00 | 41.40 | 59.52 | 59.40 | 61.20 | 266.52  |
| 6     | Ірландія        | Клер Краян Джейк Пассмур                      | 46.20 | 44.40 | 59.40 | 58.80 | 51.15 | 259.95  |
| 7     | Польща          | Анджей Жешутек Кая Скжек                      | 40.80 | 43.80 | 57.66 | 54.00 | 61.20 | 257.46  |
| 8     | Норвегія        | Ісак Борслєн Каролін Купка                    | 42.60 | 44.40 | 56.28 | 53.10 | 51.24 | 247.62  |
| 9     | Україна         | Кирило Азаров Ганна Письменська               | 45.00 | 44.40 | 66.60 | 64.80 | 26.10 | 246.90  |
| 10    | Румунія         | Александру Авасілое Амелі Форстер             | 43.80 | 42.00 | 55.08 | 50.40 | 48.24 | 239.52  |
| 11    | Швейцарія       | Тібо Бучер Маделін Коквоз                     | 41.40 | 40.80 | 54.00 | 54.90 | 40.92 | 232.02  |